# Marta Kovářová
Marta Kovářová (rozená Svobodová,* 21. února 1983 Ostrava) je pedagožka, hudebnice, výtvarnice a režisérka. Je zakladatelkou a zpěvačkou skupiny Budoár staré dámy. V roce 2023 debutovala svým dokumentárním filmem Jiříkovo vidění, v němž sleduje a rozvíjí boj jejího otce Jiřího Svobody za zavedení globální klimatické daně.

## Život
Marta Kovářová se narodila v Ostravě, je dcerou fyziků Jindřišky Svobodové a Jiřího Svobody. V patnácti letech v Brně společně se svým bratrem Štěpánem Svobodou a kamarády založili alternativní hudební skupinu Budoár staré dámy. Do třiceti let se svými hudebními, výtvarnými a organizačními aktivitami významně podílela na utváření brněnské kulturní scény. Po svatbě se odstěhovala do Dolní Cerekve, kde vychovává dvě děti a povzbuzuje kulturní život městyse. Je vdaná za výtvarníka, výtvarného pedagoga a kurátora Petra Kováře (1979).[zdroj?]

### Studium
Po maturitě na gymnáziu v Brně nastoupila na Fakultu výtvarných umění Vysokého učení technického v Brně (obor video-multimedia-performance) a o rok později současně začala studovat na Přírodovědecké fakultě MU aplikovanou fyziku - lékařskou. V průběhu studia absolvovala také stáže na FAMU v Praze a v Reykjavíku. Následně absolvovala doktorské studium na Katedru výtvarné výchovy Pedagogické fakulty Masarykovy univerzity v Brně, kde pedagogicky působí dodnes[kdy?].

## Tvorba

### Hudební tvorba
Marta je frontmankou kapely a autorkou většiny skladeb skupiny Budoár staré dámy. V hudbě jsou rozpoznatelné kořeny brněnské alternativní scény 90. let (Pluto, Dunaj, Iva Bittová, Vladimír Václavek), na které společně s dalšími stálicemi brněnské scény (např. Ty Syčáci, Mucha, Květy), navazují a rozvíjejí je. Dříve působila také v seskupeních Květy a Furré. Od roku 2021 působí také v Dolní Cerekvi v sedmičlenném ženském vesnickém sboru Kolegyně korále. Mimo volnou písňovou tvorbu Marta s kapelou natočila v roce 2022 soundtrack pro svůj dokument Jiříkovo vidění.

### Výtvarná tvorba
Původně drobná kresebná a objektová tvorba se postupně proměňovala v zájem o multimediální tvorbu, kdy Marta začala natáčet videoklipy k vlastním písním, či vytvářela interaktivní instalace s bio-senzory. S nástupem na Katedru výtvarné výchovy PdF MU se její zájem přesunul ke konceptu a umění akce. Ve výtvarném umění prosazuje vždy komplexní a mezioborový přístup.

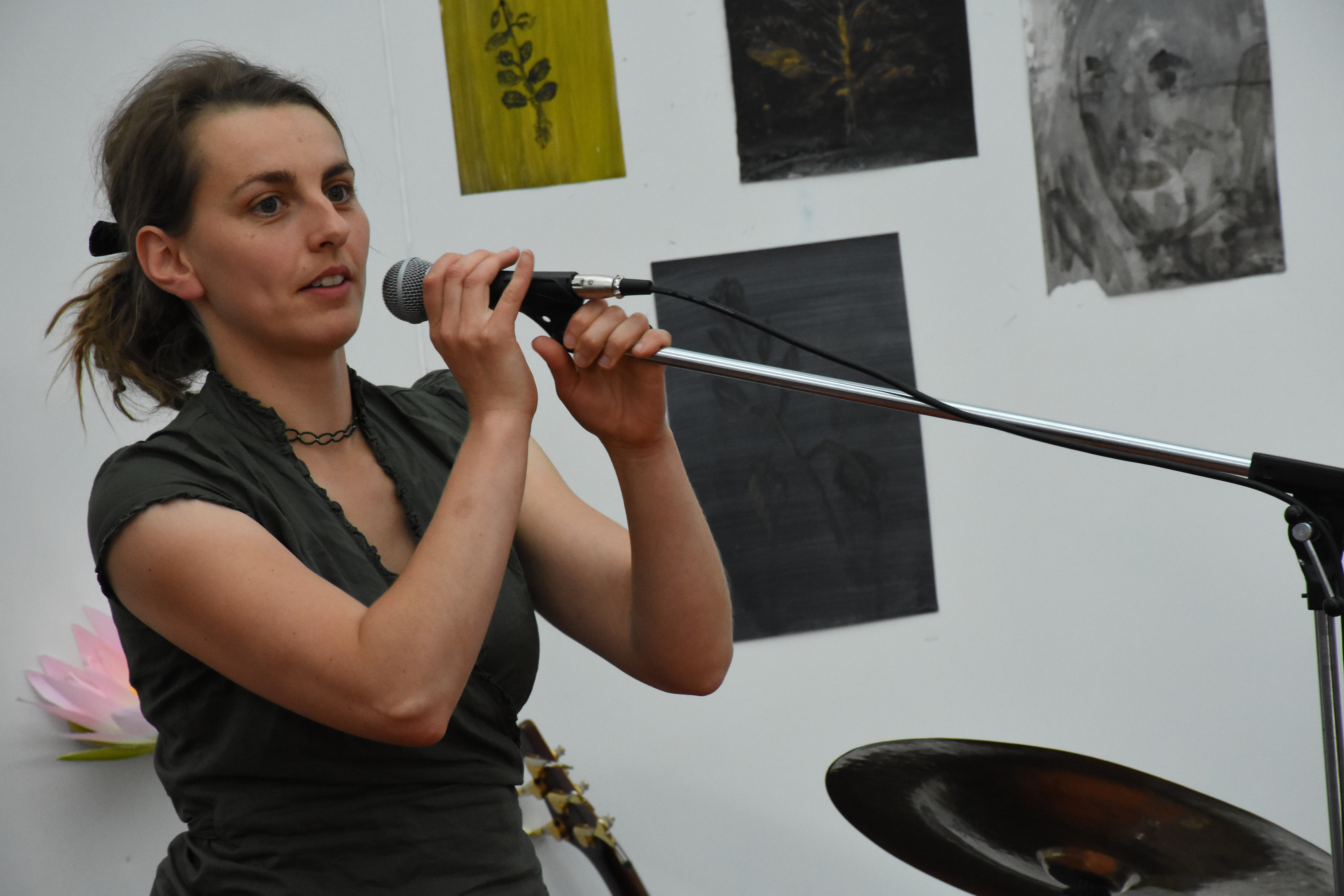
Na koncertu skupiny Budoár staré dámy v roce 2015

### Audiovizuální tvorba
Od roku 1999 Marta točila klipy ke svojí kapele, na FAVU rozvíjela vlastní žánr, video-poezii, ve které kombinovala obraz, text a mluvené slovo (např. Iceland, On the Road (2006), nebo Můžeš tady bydlet, ale nedělej pavučiny (2008). V letech 2003–2006 doprovázela kapelu Čvachtavý Lachtan analogovým VJingem přes meotar. Portfolio její audiovizuální tvorby při studiích a zájem o zkoumání vztahu obrazu a zvuku lze najít v její diplomové práci Vztah obrazu a zvuku multimediálního díla.
Na praxi v ateliéru VIZAGE, společně s Tomášem Doležalem, vyprodukovala řadu galerijních, environmentálních a hudebních spotů, a mj. krátkometrážní dokument Czechin’ London (2011). Jako doktorandka realizovala s tvůrčím týmem sérii video-experimentálních dílen KLAP, na kterých zkoumala možnosti tvůrčího využití audiovizuální dovedností ve školách. Poznatky shrnula ve své disertační práci Sociální digitalizace, digitální socializace.
Svůj osobitý hravý přístup ve zprostředkování fakt a vědeckých poznatků uplatňuje například v sérii Animací pro speciální teorii relativity (2006), nebo v krátkometrážním výukovém filmu Den bez textilu společně s Jonášem Svobodou a FIlipem Matějovským. Při příležitosti 100 let od založení Masarykovy Univerzity, natočila s animátorem Michalem Maruškou krátký rýmovaný film Haló, 100 let není málo![zdroj?]
V roce 2023 završila pětiletou práci na dokumentárním filmu Jiříkovo vidění, na kterém spolupracovala se svým otcem. Snímek je portrétem snahy Jiřího Svobody o zavedení globální uhlíkové daně, ale také jejich vzájemného vztahu při „aktivistické“ kampani. Snímek byl uveden na festivalu v Jihlavě, kde získal cenu studentské poroty a online diváků, následně na slovenském festivalu Jeden Svet speciální ocenění mezinárodní poroty. Dne 2. listopadu[kdy?] snímek putoval do českých kin.

### Pedagogické působení
Od roku 2013 působí jako pedagožka na Katedře výtvarné výchovy na Pedagogické fakultě Masarykovy univerzity v Brně.

## Občanské aktivity
Marta Kovářová byla vždy aktivní v profesním i osobním životě, spolupracovala mimo jiné se SVČ Legato, Instruktoři Brno, Českou televizí, Kinem Art Brno, s architektonickým ateliérem VIZAGE, Moravskou galerií v Brně, ekologickým institutem Veronica, Nadací Partnerství a dalšími organizacemi. Po přestěhování do Dolní Cerekve s manželem a přáteli založili komunitní spolek Roztoč kolektiv, obnovili tradici ochotnického divadla a každoročně zde pořádají festival Z kopce.[zdroj?]
Od roku 2014 se aktivně angažuje ve snahách směřujících k hledání alternativ k výstavbě hlubinného úložiště vyhořelého jaderného paliva a v environmentálních otázkách. Ve spolupráci s otcem Jiřím Svobodou se snaží otevřít veřejnou a politickou diskusi nad konceptem jednotné celosvětové uhlíkové daně. Společně popsali koncept v knize Jak přimět slepici, aby začala snášet kachní vejce.